# Mikel Oyarzabal
Mikel Oyarzabal Ugarte (* 21. April 1997 in Eibar) ist ein spanischer Fußballspieler baskischer Herkunft. Der Linksaußen steht seit seiner Jugend bei Real Sociedad San Sebastián unter Vertrag und ist A-Nationalspieler. Mit der Nationalmannschaft gewann er die Europameisterschaft 2024, im Finale gegen England erzielte er das entscheidende Tor.

## Karriere

### Verein
Oyarzabal stammt aus einer baskischen Familie. Er wechselte von SD Eibar in die Jugend von Real Sociedad San Sebastián. Für die B-Mannschaft kam er ab der Saison 2014/15 in der drittklassigen Segunda División B zum Einsatz und absolvierte innerhalb eines Jahres 13 Spiele, in denen er 3 Tore erzielte. Sein Debüt für die Profis in der Primera División gab er am 25. Oktober 2015 beim 4:0-Auswärtssieg gegen UD Levante. Sein erstes Tor erzielte Oyarzabal am 8. Februar 2016 beim 5:0-Sieg bei Espanyol Barcelona. Insgesamt traf er in seiner ersten Spielzeit in der Liga 6-mal bei 22 Einsätzen. In der Spielzeit 2016/17 avancierte Oyarzabal zum Stammspieler und stand in jedem der 38 Ligaspiele auf dem Platz; mit seiner Mannschaft qualifizierte er sich als Tabellensechster für die Gruppenphase der Europa League. Dort kam er in der folgenden Saison bis zum Ausscheiden im Sechzehntelfinale zu 6 Einsätzen. In der Primera División wurde Oyarzabal zum Dauerbrenner und verpasste seit Beginn der Saison 2017/18 lediglich vier Spiele, zudem entwickelte er sich zu einem guten Torschützen und hatte in den Spielzeiten 2017/18 bis 2020/21 jeweils eine zweistellige Torausbeute.

### Nationalmannschaft
Oyarzabal spielte 2015 zweimal für die spanische U18-Nationalmannschaft und wurde am 20. Januar 2016 bei der 1:2-Niederlage gegen Italien erstmals in der U19-Auswahl eingesetzt, für die er viermal auf dem Feld stand. Im Juni 2017 nahm er mit der U21-Nationalmannschaft an der U21-Europameisterschaft in Polen teil und wurde mit seiner Mannschaft Vize-Europameister. Zwei Jahre später spielte er mit dem Team erneut bei der U21-EM und gewann als Stammspieler in Italien den Titel. Insgesamt absolvierte er für die Auswahl 25 Spiele und erzielte 8 Tore.
Am 29. Mai 2016 debütierte Oyarzabal beim 3:1-Sieg im Freundschaftsspiel gegen Bosnien und Herzegowina in der A-Nationalmannschaft. Bei seinem ersten Pflichtspiel am 10. Juni 2019 in der EM-Qualifikation gegen Schweden erzielte er mit dem Treffer zum 3:0-Endstand sein erstes A-Länderspieltor. Bei der Europameisterschaft 2021 stand er im spanischen Aufgebot, das im Halbfinale gegen Italien ausschied.
Ende Juni 2021 wurde Oyarzabal trotz seiner EM-Teilnahme in den Kader der spanischen Olympiaauswahl für das Fußballturnier der Olympischen Sommerspiele 2021 berufen und gewann mit seiner Mannschaft die Silbermedaille.
Den bislang größten Erfolg seiner Laufbahn feierte er mit dem Gewinn der Europameisterschaft 2024. Er kam in jedem der sieben Spiele zum Einsatz, davon sechsmal als Einwechselspieler. Im Finale gegen England wurde er in der 68. Minute eingewechselt und erzielte in der 86. Minute das entscheidende 2:1.

## Erfolge und Auszeichnungen
Nationalmannschaft
- Europameister: 2024
- U21-Europameister: 2019
- Olympische Silbermedaille: 2021

Real Sociedad San Sebastian
- Spanischer Pokalsieger: 2020

Individuelle Auszeichnungen
- Spieler des Monats der Primera División: Oktober 2020